# Trichomycterus hualco
Trichomycterus hualco är en fiskart som beskrevs av Fernández och Richard P. Vari 2009. Trichomycterus hualco ingår i släktet Trichomycterus och familjen Trichomycteridae. Inga underarter finns listade i Catalogue of Life.